# Fagersta stad
Denna artikel handlar om den tidigare kommunen Fagersta stad. För orten se Fagersta, för dagens kommun, se Fagersta kommun.
Fagersta stad var en tidigare kommun i Västmanlands län. 

## Administrativ historik
Fagersta stad bildades 1944 genom en ombildning av Västanfors landskommun där Västanfors municipalsamhälle funnits sedan 1927. 1967 inkorporerades den tidigare Västervåla landskommun genom att brytas ut ur Surahammars landskommun. 1971 gick staden upp i den då nybildade Fagersta kommun.
I likhet med andra under 1900-talet inrättade stadskommuner fick staden inte egen jurisdiktion utan låg fortsatt under landsrätt och ingick i Västmanlands mellersta domsagas tingslag.
Staden ingick i Västanfors församling och från 1 januari 1967 också Västervåla församling.

### Sockenkod
För registrerade fornfynd med mera så återfinns staden inom ett område definierat av sockenkod 2281 som motsvarar den omfattning staden hade kring 1950, vilket innebär att denna sockenkod också används för Västanfors socken.

## Stadsvapnet
Blasonering: Sköld: styckad av silver, vari ett blått järnmärke och blått, vari en lilja av silver, och däröver en av en vågskura bildad, blå ginstam belagd med ett bevingat hjul av silver.
Den nedre delen av vapnet, alltså liljan och järnsymbolen, utgjorde vapen för Fagersta Bruks AB och skapades 1941. Bolaget försökte få vapnet fastställt av Kungl Maj:t, vilket dock inte lyckades, då vapen för enskilda företag inte kunde få kunglig fastställelse. Sedan Fagersta stad bildats gjordes ett tillägg till företagsvapnet och den övre delen med vinghjulet som järnvägssymbol och vågskuran som symbol för Strömsholms kanal. Detta vapen fastställdes 1947. 1974 registrerades det i PRV enligt de nya reglerna för kommunala vapen.

## Geografi
Fagersta stad omfattade den 1 januari 1952 en areal av 168,01 km², varav 153,00 km² land.

### Tätorter i staden 1960
I Fagersta stad fanns tätorten Fagersta, som hade 14 227a invånare den 1 november 1960. Tätortsgraden i staden var då 92,0 procent.

## Politik

### Mandatfördelning i valen 1946-1966
| 4 | 20 |  | 3 | 2 |

| 28 |

|  | 23 | 5 |  |

| 27 |

| 22 | 6 | 2 |

| 26 |

|  | 21 |  | 4 | 3 |

| 26 |

|  | 22 |  | 4 | 2 |

| 26 |

| 3 | 26 | 3 | 5 | 3 |

| 34 | 6 |